# Radowskie
Radowskie – część wsi Grabowiec w Polsce, położona w województwie pomorskim, w powiecie wejherowskim, w gminie Szemud. Wchodzą w skład sołectwa Grabowiec.
W latach 1975–1998 Radowskie administracyjnie należały do województwa gdańskiego.